# Calliandra semisepulta
Calliandra semisepulta är en ärtväxtart som beskrevs av Rupert Charles Barneby. Calliandra semisepulta ingår i släktet Calliandra och familjen ärtväxter. Inga underarter finns listade i Catalogue of Life.